# غنيمة (قانون)

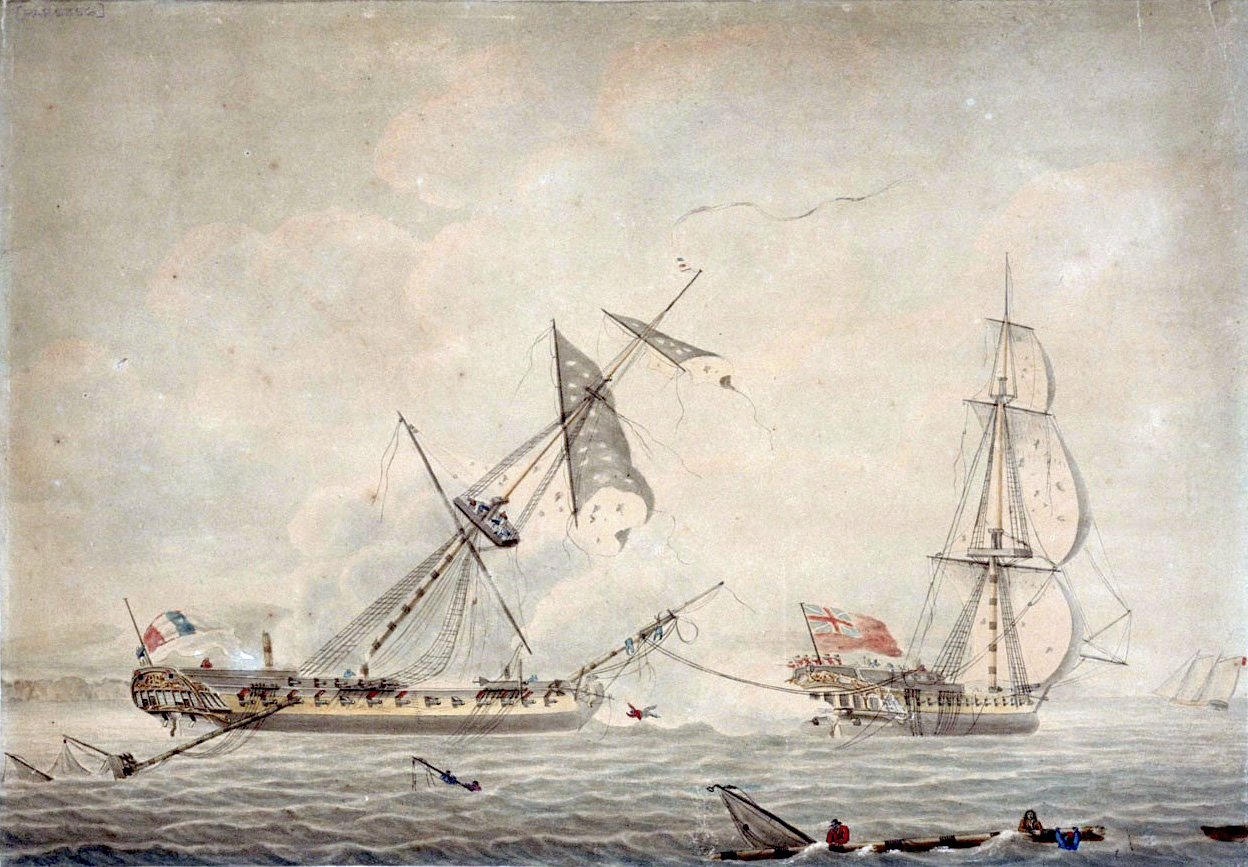

غنيمة /praɪz/ مصطلح يستخدم في قانون الأميرالية للإشارة إلى المعدات والمركبات والسفن والبضائع التي تم الاستيلاء عليها أثناء النزاع المسلح. الاستخدام الأكثر شيوعا للجائزة في هذا المعنى هو الاستيلاء على سفينة للعدو بما فيها من البضائع بوصفها غنيمة حرب. في الماضي، كانت القوة الأسيرة عادةً تخصص حصة من قيمة الجائزة التي تم الحصول عليها. منحت الدول في كثير من الأحيان خطابات marque التي من شأنها أن تمكن الأطراف الخاصة من الاستيلاء على ممتلكات العدو، وعادة السفن. بمجرد أن يتم تأمين السفينة في أراضٍ صديقة، ستخضع لقضية الجائزة، في إجراء مؤقت تحدد فيه المحكمة حالة الممتلكات المدانة والطريقة التي يتم بها التخلص من الممتلكات.